# Карякина, Елена Петровна
Елена Петровна Карякина (11 (24) марта 1902 — 27 ноября 1979) — советская актриса театра и кино, народная артистка РСФСР (1951).

## Биография
Елена Петровна Карякина родилась 11 (24) марта 1902 года.
В 1918—1920 годах служила в Михайловском театре (ныне Санкт-Петербургский государственный академический театр оперы и балета имени М. П. Мусоргского) в Петрограде мимисткой (так называли актёров мимического ансамбля — миманса, — задействуемых в массовых сценах). В 1920—1922 годах играла в передвижном Театре драмы и комедии (под руководством И. К. Самарина-Эльского).
Одновременно занималась в классе Е. П. Карпова и Л. С. Вивьена Школы актёрского мастерства (сейчас Российский государственный институт сценических искусств). По окончании учёбы в 1922 году была принята в труппу Государственного театра драмы (сейчас Александринский театр). Кроме того, в 1924—1931 годах выступала в опереттах в Михайловском театре (в то время носившем название Малый оперный театр).
Умерла 27 ноября 1979 года, похоронена на Серафимовском кладбище в Санкт-Петербурге.

## Награды и премии
- Орден «Знак Почёта» (1957) — в ознаменование 250-летия города Ленинграда и отмечая заслуги трудящихся города в развитии промышленности, науки и культуры[1].
- Орден «Знак Почёта» (1939)[2].
- Заслуженная артистка РСФСР (1939).
- Народная артистка РСФСР (1951).

## Работы в театре

### Ленинградский академический театр драмы им. А. С. Пушкина
- «Дядя Ваня» А. П. Чехова — Соня
- «Нора» Г. Ибсена  — Нора
- 1922, 1932 — «Дон Жуан, или Каменный пир» Мольера — Матюрина
- 1931 — «Страх» А. Н. Афиногенова — Наташа
- 1932 — «Горе от ума» А. С. Грибоедова — Лиза
- 1935 — «Мольба о жизни» Ж. Деваля — Женевьева
- 1938 — «Шёл солдат с фронта» В. П. Катаева — Фрося
- 1946 — «Победители» Б. Ф. Чирскова — Лиза, жена Муравьёва, военврач 105-й дивизии
- 1950 — «Калиновая роща» А. Е. Корнейчука — Ага (Гафийка) Александровна Щука
- 1952 — «Ревизор» Н. В. Гоголя — Февронья Петровна Пошлёпкина, слесарша
- 1954 — «Годы странствий» А. Н. Арбузова — тётя Тася
- 1956 — «Одна ночь» Б. Л. Горбатова — Лариса Даниловна
- 1961 — «Потерянный сын» А. Н. Арбузова — Лиза
- 1965 — «Скандальное происшествие с мистером Кэттлом и миссис Мун» Дж. Б. Пристли — миссис Твигг, экономка
- 1967 — «Дело, которому ты служишь» по Ю. П. Герману — Нина Леопольдовна[3]
- 1968 — «Болдинская осень» Ю. М. Свирина — Филоновна
- 1970 — «Мария» А. Д. Салынского — Лидия Самойловна
- 1974 — «Похождения Чичикова, или Мёртвые души» М. А. Булгакова по Н. В. Гоголю — Мавра
- 1974 — «Из жизни деловой женщины» А. Б. Гребнева — бабушка, мать Анны Георгиевны
- 1976 — «Приглашение к жизни» по роману Л. М. Леонова «Русский лес» — старушка в чёрном

## Фильмография
- 1937 — Пугачёв — Софья
- 1940 — Голос Тараса — пани Корыбко
- 1956 — Крутые Горки — тётя Саша
- 1956 — Одна ночь — Лариса Даниловна
- 1970 — Нахлебник — кастелянша
- 1975 — Руки человеческие